# Енес Орман
Енес Орман (Љубушки, 1921 — Чесим, код Коњица, фебруар 1944) био је учесник Народноослободилачке борбе и народни херој Југославије.

## Биографија
Рођен је 1921. године у Љубушком. Потицао је из службеничке породице. Основну школу је завршио у родном месту, а гимназију у Сарајеву. Након тога је започео студије медицине на Медицинском факултету у Београду.
Након доласка на Београдски универзитет, укључио се у тада врло активни револуционарни студентски покрет. Био је активан у студентском покрету и студентским организацијама, након чега је 1941. године био примљен у чланство тада илегалне Комунистичке партије Југославије (КПЈ). Након окупације Југославије, априла 1941. године вратио се у Херцеговину, где се у Мостару укључио у рад на припремама оружаног устанка.
Деловао је као илегалац у окупираном Мостару, а посебно се истакао у извођењу добровољаца из Мостара и њиховом пребацивању на ослобођену територију, где су ступали у партизанске одреде. Децембра 1941. године је и сам напустио Мостар и отишао у Коњички партизански одред. Након истицања у неколико акција у којима је учествовао, постао је најпре водник, а потом политички комесар чете.
У Мостарском партизанском батаљону је био један од најистакнутијих бораца. Почетком јуна 1942. године, када се његова јединица сукобила са муслиманском милицијом у селу Драмишево, код Коњица, Енес је са још двојицом бораца-бомбаша уништио непријатељско упориште. Јуна 1942. године је учествовао у борбама Мостарског батаљона против четника.
Налазио се у групи од 30 чланова КПЈ и СКОЈ, која је 15. јуна 1942. године била изненада нападнута од четника у згради школе у селу Бијела, код Коњица. Енес се тада попео на кров школе и са снајперском прецизношћу је убио неколико четника, међу којима и командира чете, што је изазвало пометњу код четника. Након 18 часова блокаде, Орман је групу чланова КПЈ и СКОЈ-а повео у јуриш у коме је обруч био пробијен. Након овога, Енес је с још неколико другова покушао да се провуче кроз Коњиц, али је био откривен и ухапшен од стране усташа.
Након хапшења био је затворен у усташком затвору, који је био опасан зидом високим неколико метара. Овде му је познати усташки командант Рафаел Бобан, као Муслиману понудио да приступи усташама, али је Енес то одлучно одбио. Након неколико дана, специјална десетина партизана је успела да изведе акцију у којој је успела да спаси из затвора Енеса и његове заробљене другове.
Након бекства из усташког затвора, Енес се вратио у Мостарски батаљон, где је био постављен на дужност политичког комесара чете. Новембра 1942. године, приликом борби за ослобођење Јајца, Енес се налазио на челу групе бомбаша. Као бомбаш учествовао је у тешким борбама Мостарског батаљона с надмоћнијим непријатељским снагама, у којима је из строја било избачено више од 200 непријатељских војника, заплењена два топа и доста другог материјала.
После битке на Сутјесци, Енес је с групом бораца отишао у Рамски партизански одред, где је био водник. Фебруара 1944. године је био постављен за политичког комесара чете у обновљеном Мостарском батаљону. Његова чета је убрзо након тога добила задатак да уништи четнике у селу Чесиму, код Коњица. Након обављеног задатака и заузимања овог села, 4. фебруара 1944. године Енес је заједно са командиром чете Мехмедом Трбоњом и Фадилом Риђановићем отишао до куће Данила Бјелице, начелника Штаба четничке бригаде, која је била опкољена. Они су започели разговоре с њим, позивајући га да приступи партизанима и гарантовали му живот. Пошто се разговор отегао, Енес је устао и покушао да одузме пушку Данилу, која је била откочена, па га је овај на месту убио. Након тога у соби се угасила лампа и настао је метеж, што је Данило искористио, бацио бомбу кроз отворена врата и искочио кроз прозор. Партизани су запуцали за њим и ранили га, али је он успео да побегне.
Указом председника ФНР Југославије Јосипа Броза Тита, 24. јула 1953. године, проглашен је за народног хероја.